# Pragmatieke Sanctie
Een pragmatieke sanctie (Latijn: sanctio pragmatica) was in het Romeins recht van de late oudheid een plechtige wetgevingsakte van de keizer. In het Heilige Roomse Rijk evolueerde dit tot een plechtig edict waaraan de landsheer een constitutionele, eeuwigdurende waarde wenste te hechten.

## Voorbeelden
- Pragmatieke Sanctie (1438), uitgevaardigd door Karel VII van Frankrijk in Bourges en waarin de Gallicaanse Kerk bijna helemaal onder het gezag van de koning werd geplaatst.
- Pragmatieke Sanctie (1549), uitgevaardigd door keizer Karel V en waarin bepaald was dat de Habsburgse Nederlanden steeds als één geheel overgeërfd zouden worden.
- Pragmatieke Sanctie (1713), uitgevaardigd door keizer Karel VI en waarin was bepaald dat zijn dochters Maria Theresia en Maria Anna voorrang kregen in de opvolging.
- Pragmatieke Sanctie (1830), uitgevaardigd door Ferdinand VII van Spanje en waarin werd bekendgemaakt dat zijn vader in 1789 de Salische Wet had afgeschaft.